# André Lima
André Lima, właśc. André Luiz Barretto Silva Lima (ur. 3 maja 1985 w Rio de Janeiro) – brazylijski piłkarz, występujący na pozycji napastnika.

## Kariera klubowa
André Lima rozpoczął piłkarską karierę w klubie CR Vasco da Gama w 2004 roku. W latach 2005–2006 grał w belgijskiego Germinalu Beerschot. Z Germinalem zdobył Puchar Belgii 2005. Po powrocie do Brazylii grał krótko w Madureirze Rio de Janeiro, z której przeszedł do Sampaio Corrêa São Luís.
Z Sampaio Corrêa przeszedł do Botafogo FR. Dobra gra w Botafogo (12 bramek w 17 meczach) zaowocowała transferem do Niemiec do Herthy Berlin. Choć André Lima jest zawodnikiem Herthy do chwili obecnej, to grał w Hercie zaledwie sezon. Po rozegraniu 16 meczów i strzeleniu 2 bramek André Lima od 2008 roku jest wypożyczany do kolejnych klubów. W latach 2008–2009 grał w São Paulo FC. Z klubem z São Paulo zdobył mistrzostwo Brazylii 2008.
W większość 2009 i początek 2010 roku spędził w Botafogo, któremu pomógł utrzymać się w lidze oraz w minimalnym stopniu uczestniczył w zdobyciu przez Botafogo mistrzostwa stanu Rio de Janeiro – Campeonato Carioca 2010. Od lutego do czerwca 2010 był zawodnikiem Fluminense FC. We Fluminense rozegrał 4 spotkania ligowe oraz 6 spotkań w lidze stanowej Rio de Janeiro, w których strzelił 4 bramki.
Od 21 czerwca 2010 jest zawodnikiem Grêmio Porto Alegre. W nowych barwach zadebiutował 15 lipca 2010 w zremisowanym 1-1 meczu ligowym z Vitórią Salvador, wchodząc na boisko w 61 min. za Williana Magrão.